# Bruno Pesce
Bruno Pietro Pesce Rojas (Santiago del Cile, 15 gennaio 1979) è un ex calciatore cileno naturalizzato palestinese, di ruolo difensore.

## Carriera

### Club
Durante la sua carriera ha giocato con numerose squadre di club, tra cui l'Universidad Católica.

### Nazionale
Conta 5 presenze con la Nazionale palestinese.